# 巴甫洛夫斯克
59°41′N 30°27′E / 59.683°N 30.450°E
巴甫洛夫斯克（羅馬化：Pavlovsk）是俄羅斯聖彼得堡普希金區下轄的一個城市，位於中市心以南，普希金市東南，科爾皮諾西南。2002年人口14,960人。是聖彼得堡歷史中心及其相關古蹟群的一部分。
該市得名於18世紀末由葉卡捷琳娜二世下令修建並贈予其剛出生的長子保羅的巴甫洛夫斯克宮。

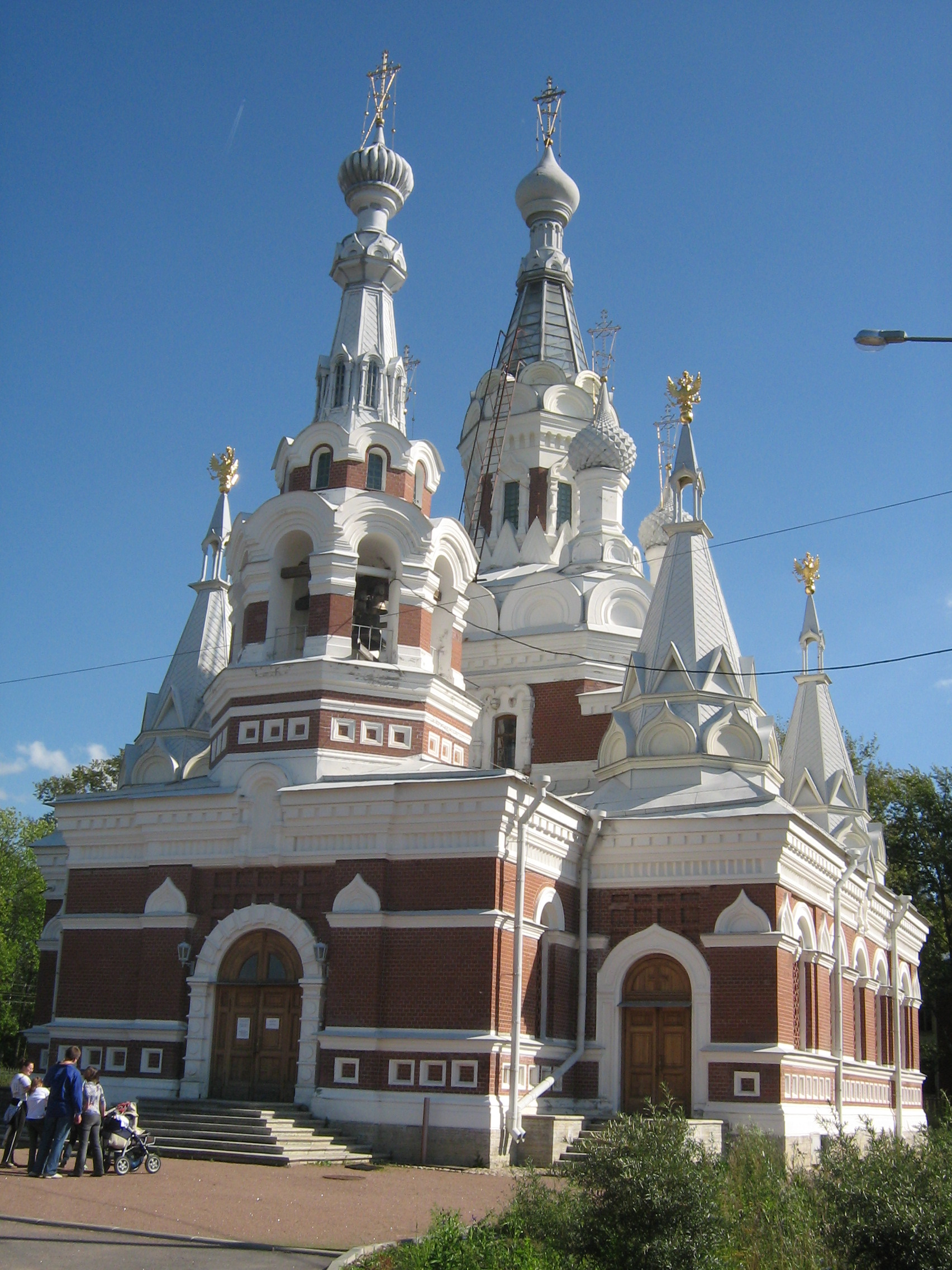
聖尼古拉海員主教座堂
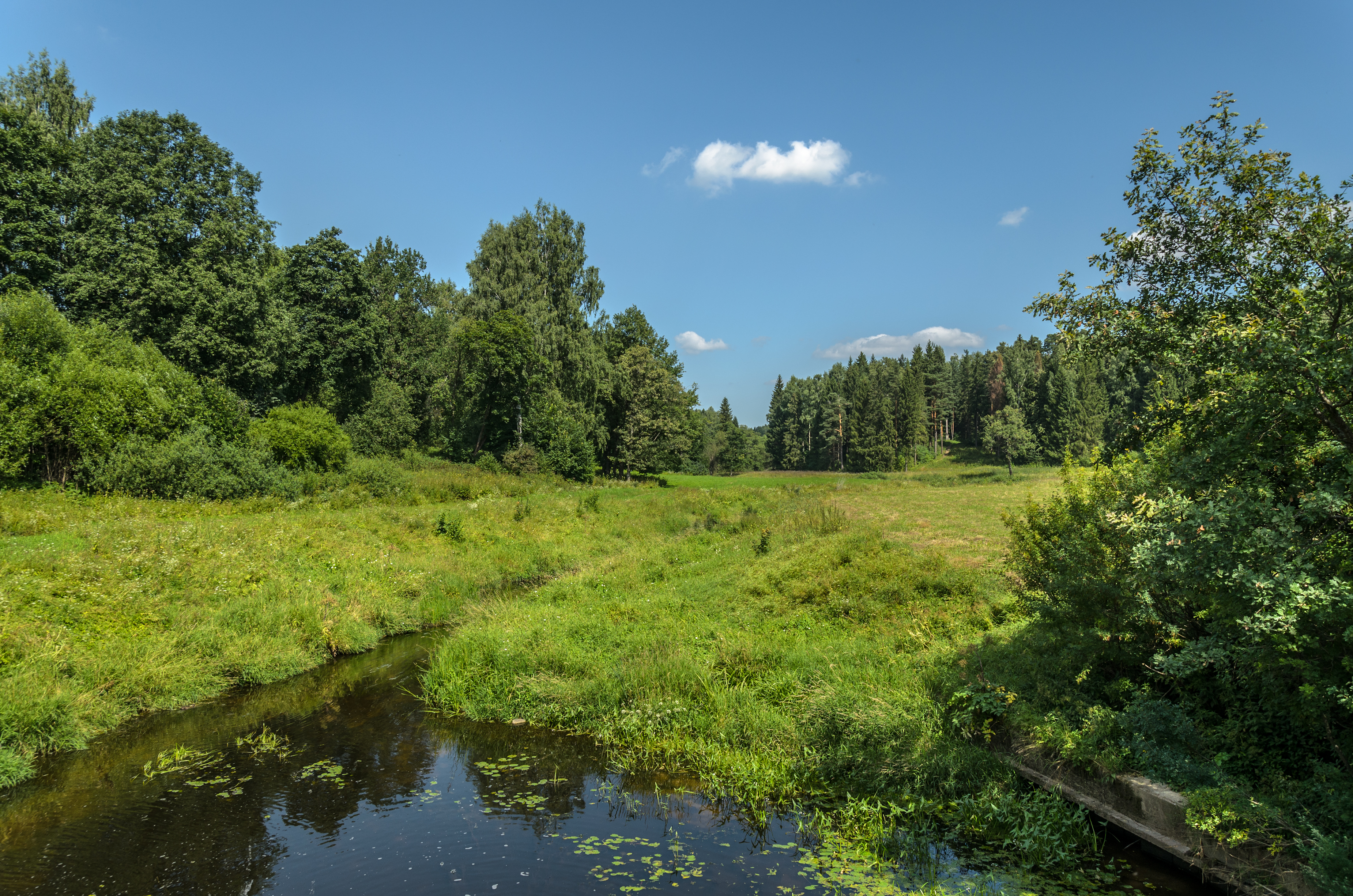
巴甫洛夫斯克公園
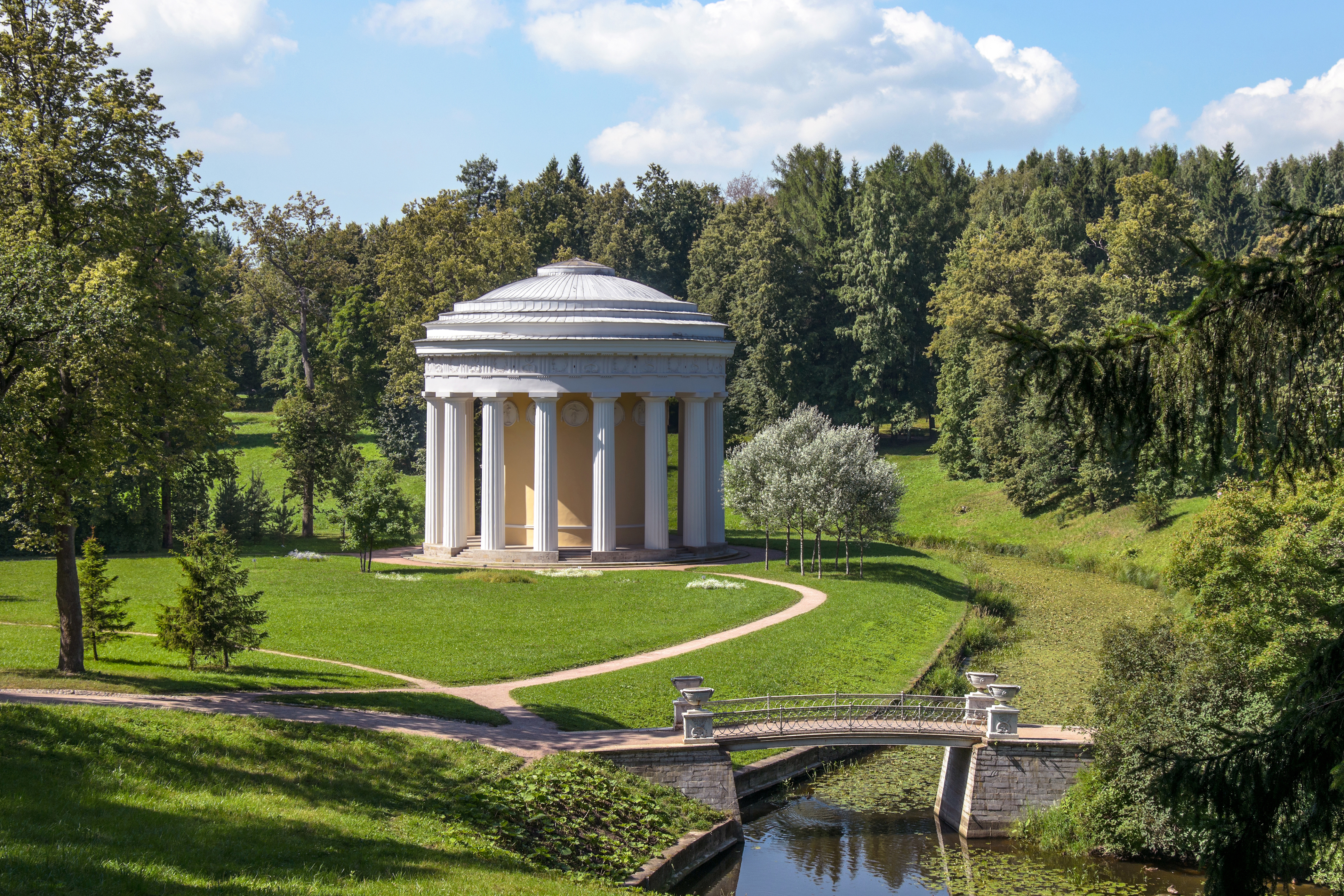
斯拉維揚卡河畔的友誼亭（俄语：Храм Дружбы (Павловск)）
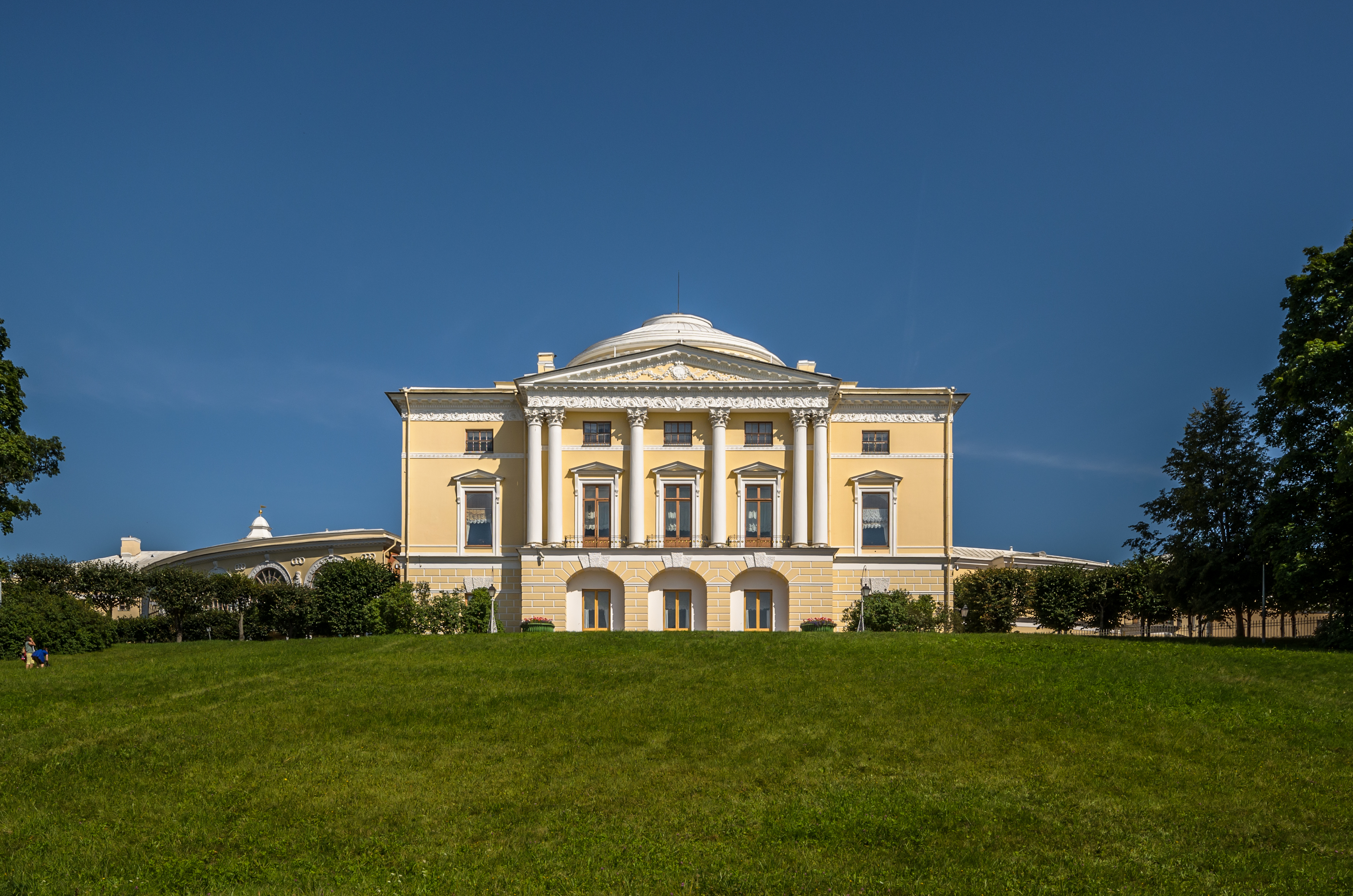
巴甫洛夫斯克宮